# Akşam
Akşam ( Le Soir ) est un journal turc fondé en 1918, appartenant au TürkMedya Grup d'Ethem Sancak (T Medya Yatırım San. Ve Tic. AŞ.) depuis 2013,. En 2013, il avait un tirage d'environ 100 000 exemplaires. 

## Histoire
Parmi les fondateurs de fondateurs d'Akşam en 1918 figurent Necmettin Sadak, Kazım Şinasi Dersan, Falih Rıfkı Atay et Ali Naci Karacan. 
Parmi les anciens rédacteurs en chef figurent Doğan Özgüden (1964-1966). 
En 2010, l'ancien rédacteur en chef Semra Pelek et le directeur de la rédaction Mustafa Dolu ont été inculpés pour avoir rapporté les procès d'Ergenekon.
Akşam appartenait au groupe des médias Çukurova de 1997 à 2013, et auparavant Mehmet Ali Ilıcak. Il est actuellement détenu par la TMSF du gouvernement turc. Peu après son acquisition par la TMSF, un certain nombre de journalistes ont été licenciés, l'ancien député de l'AKP Mehmet Ocaktan remplaçant le rédacteur en chef de cinq ans İsmail Küçükkaya, et au moins quatre journalistes qui avaient critiqué le gouvernement ont été licenciés. Le 19 juillet 2013, il a été vendu (avec la chaîne de télévision Sky Turk 360 et la station de radio Alem FM ) à une coentreprise Cengiz -Kolin- Limak pour TL60m. En septembre 2013, Cengiz -Kolin- Limak s'est retirée de la tentative d'achat d' Akşam. En octobre 2013, Akşam, la chaîne de télévision Sky Turk 360, la station de radio Alem FM et Alem Magazine ont été vendues à Ethem Sancak. 